# قائمة ألعاب الفيديو تلتيل غيمز
هذه قائمة بألعاب الفيديو التي تم تطويرها ونشرها بواسطة شركة تيلتيل جيمز. أُغلقت استوديوهات تيلتيل جيمز أبوابها في عام 2018، وتم بيع ممتلكاتها. استحوذت شركة LCG Entertainment على معظم تراخيص وأصول تيلتيل، وبدأت العمل كناشر ومطور ألعاب فيديو تحت اسم تيلتيل جيمز في عام 2019.

### ألعاب تيلتيل الأصلية (2004–2018)
| عنوان                                        | تاريخ الاصدار                                                                     | الحلقات                               | منصات |
| -------------------------------------------- | --------------------------------------------------------------------------------- | ------------------------------------- | --- |
| Telltale Texas Hold'em                       | فبراير 11, 2005                                                                   | لعبة كاملة                            | مايكروسوفت ويندوز |
| Bone: Out from Boneville                     | ستمبر 15, 2005                                                                    | لعبة كاملة                            | ماك أو إس, ويندوز |
| CSI: 3 Dimensions of Murder                  | مارس21, 2006                                                                      | 5 حلقات                               | بلاي ستيشن 2, ويندوز |
| Bone: The Great Cow Race                     | ابريل 12, 2006                                                                    | لعبة كاملة                            | ويندوز |
| Sam & Max Save the World                     | اكتوبر17, 2006 —ابريل 26, 2007                                                    | 6 حلقات                               | وي, ويندوز, إكس بوكس 360 |
| CSI: Hard Evidence                           | ستمبر 25, 2007                                                                    | 5 حلقات                               | ماك أو إس, Wii, ويندوز, اكسبوكس 360                                                                                                  |
| Sam & Max Beyond Time and Space              | نوفمبر8, 2007 —ابريل 10, 2008                                                     | 5 حلقات                               | آي أو إس, ماك أو إس, بلاي ستيشن 3, Wii, ويندوز, اكسبوكس 360                                                                          |
| Strong Bad's Cool Game for Attractive People | اغسطس11, 2008 —ديسمبر15, 2008                                                     | 5 حلقات                               | ماك أو إس, بلايستيشن 3, Wii, ويندوز                                                                                                  |
| Wallace & Gromit's Grand Adventures          | مارس24, 2009 —July 30, 2009                                                       | 4 حلقات                               | آي أو إس, ويندوز, اكسبوكس 360 |
| Tales of Monkey Island                       | July 7, 2009 —ديسمبر8, 2009                                                       | 5 حلقات                               | آي أو إس, ماك أو إس, بلايستيشن 3, Wii, ويندوز                                                                                        |
| CSI: Deadly Intent                           | اكتوبر20, 2009                                                                    | 5 حلقات                               | Wii, ويندوز, اكسبوكس 360 |
| Sam & Max: The Devil's Playhouse             | ابريل 15, 2010 —اغسطس30, 2010                                                     | 5 حلقات                               | آي أو إس, ماك أو إس, بلايستيشن 3, ويندوز                                                                                             |
| Nelson Tethers: Puzzle Agent                 | June 30, 2010                                                                     | لعبة كاملة                            | آي أو إس, ماك أو إس, بلايستيشن 3, ويندوز                                                                                             |
| CSI: Fatal Conspiracy                        | اكتوبر26, 2010                                                                    | 5 حلقات                               | بلايستيشن 3, Wii, ويندوز, اكسبوكس 360                                                                                                |
| Poker Night at the Inventory                 | نوفمبر22, 2010                                                                    | لعبة كاملة                            | ماك أو إس, ويندوز |
| باك تو ذا فيوتشر: ذا جيم                     | ديسمبر22, 2010 —June 23, 2011                                                     | 5 حلقات                               | آي أو إس, ماك أو إس, بلايستيشن 3, بلاي ستيشن 4, Wii, ويندوز, اكسبوكس 360, إكس بوكس ون                                                |
| Puzzle Agent 2                               | June 30, 2011                                                                     | لعبة كاملة                            | آي أو إس, ماك أو إس, ويندوز |
| Jurassic Park: The Game                      | نوفمبر15, 2011                                                                    | 4 حلقات                               | آي أو إس, ماك أو إس, بلايستيشن 3, ويندوز, اكسبوكس 360                                                                                |
| Law & Order: Legacies                        | ديسمبر22, 2011 —مارس29, 2012                                                      | 7 حلقات                               | آي أو إس, ماك أو إس, ويندوز |
| ذا واكينغ ديد (لعبة فيديو)                   | ابريل 24, 2012 —نوفمبر20, 2012 July 2, 2013 (400 Days)                            | 5 حلقات Standalone episode (400 Days) | أندرويد (نظام تشغيل), آي أو إس, ماك أو إس, نينتندو سويتش, بلايستيشن 3, بلايستيشن 4, بلاي ستيشن فيتا, ويندوز, اكسبوكس 360, اكسبوكس ون |
| Poker Night 2                                | ابريل 24, 2013                                                                    | لعبة كاملة                            | آي أو إس, ماك أو إس, بلايستيشن 3, ويندوز, اكسبوكس 360                                                                                |
| الذئب بيننا                                  | اكتوبر11, 2013 —July 8, 2014                                                      | 5 حلقات                               | أندرويد, آي أو إس, ماك أو إس, بلايستيشن 3, بلايستيشن 4, بلايستيشنVita, ويندوز, اكسبوكس 360, اكسبوكس ون                               |
| الموتى السائرون: الموسم الثاني               | ديسمبر17, 2013 —اغسطس26, 2014                                                     | 5 حلقات                               | أندرويد, آي أو إس, ماك أو إس, Nintendo Switch, بلايستيشن 3, بلايستيشن 4, بلايستيشنVita, ويندوز, اكسبوكس 360, اكسبوكس ون              |
| حكايات من الأراضي الحدودية                   | نوفمبر25, 2014 —اكتوبر20, 2015                                                    | 5 حلقات                               | أندرويد, آي أو إس, ماك أو إس, Nintendo Switch, بلايستيشن 3, بلايستيشن 4, ويندوز, اكسبوكس 360, اكسبوكس ون                             |
| لعبة العروش (لعبة فيديو 2014)                | ديسمبر2, 2014 —نوفمبر17, 2015                                                     | 6 حلقات                               | أندرويد, آي أو إس, ماك أو إس, بلايستيشن 3, بلايستيشن 4, ويندوز, اكسبوكس 360, اكسبوكس ون                                              |
| ماينكرافت: ستوري مود                         | اكتوبر13, 2015 —مارس29, 2016 June 7, 2016 —ستمبر 13, 2016 (Adventure Pass)        | 5 حلقات 3 حلقات (Adventure Pass)      | أندرويد, آي أو إس, ماك أو إس, Nintendo Switch, بلايستيشن 3, بلايستيشن 4, Wii U, ويندوز, اكسبوكس 360, اكسبوكس ون, نتفلكس              |
| ذا واكينغ ديد: ميشون                         | فبراير 23, 2016 —ابريل 26, 2016                                                   | 3 حلقات                               | أندرويد, آي أو إس, ماك أو إس, بلايستيشن 3, بلايستيشن 4, ويندوز, اكسبوكس 360, اكسبوكس ون                                              |
| باتمان: ذا تلتيل سيريس                       | اغسطس2, 2016 —ديسمبر13, 2016                                                      | 5 حلقات                               | أندرويد, آي أو إس, Nintendo Switch, بلايستيشن 3, بلايستيشن 4, ويندوز, اكسبوكس 360, اكسبوكس ون                                        |
| الموتى السائرون: ثغرة جديدة                  | ديسمبر20, 2016 —مايو30, 2017                                                      | 5 حلقات                               | أندرويد, آي أو إس, Nintendo Switch, بلايستيشن 4, ويندوز, اكسبوكس ون                                                                  |
| غارديانز أوف ذا غالاكسي: ذا تايلتيل سيريس    | ابريل 18, 2017 —نوفمبر7, 2017                                                     | 5 حلقات                               | أندرويد, آي أو إس, ماك أو إس, بلايستيشن 4, ويندوز, اكسبوكس ون                                                                        |
| ماينكرافت: ستوري مود                         | July 11, 2017 —ديسمبر19, 2017                                                     | 5 حلقات                               | أندرويد, آي أو إس, ماك أو إس, Nintendo Switch, بلايستيشن 4, ويندوز, اكسبوكس 360, اكسبوكس ون                                          |
| باتمان: ذا إنمي ويثن                         | اغسطس8, 2017 —مارس27, 2018                                                        | 5 حلقات                               | أندرويد, آي أو إس, Nintendo Switch, بلايستيشن 4, ويندوز, اكسبوكس ون                                                                  |
| The Walking Dead Collection                  | ديسمبر5, 2017                                                                     | 19 حلقات                              | بلايستيشن 4, اكسبوكس ون, ويندوز |
| الموتى السائرون: الموسم الأخير               | اغسطس14, 2018 —ستمبر 25, 2018 January 15, 2019 —مارس26, 2019 (سكايبوند إنترتنمنت) | 4 حلقات                               | Nintendo Switch, بلايستيشن 4, ويندوز, اكسبوكس ون                                                                                     |
| الذئب بيننا 2                                | تم إلغاؤه في الأصل، ثم أعيد تطويرها                                               | —                                     | — |
| لعبة العروش (لعبة فيديو 2014)                | ملغاة                                                                             | —                                     | — |
| أشياء غريبة                                  | ملغاة                                                                             | —                                     | — |
| Untitled project                             | ملغاة                                                                             | —                                     | آي أو إس, أندرويد |